# Jerzy Surma
Jerzy Andrzej Surma – polski informatyk, doktor habilitowany w dyscyplinie nauk o zarządzaniu. Specjalizuje się w inteligentnych systemach wspomagania decyzji oraz zastosowaniach i bezpieczeństwie sztucznej inteligencji. Profesor Szkoły Głównej Handlowej w Instytucie Informatyki i Gospodarki Cyfrowej.

## Życiorys

### Działalność naukowa
Jerzy Surma jest absolwentem (inżynier informatyk) Wydziału Informatyki i Zarządzania Politechniki Wrocławskiej. Ukończył również Executive Program na MIT Sloan School of Management oraz International Faculty Program na IESE Business School. Jego praca magisterska, doktorat, jak i habilitacja dotyczyły zastosowań systemów sztucznej inteligencji we wspomaganiu decyzji zarządczych (intelligent decision support system). Był zatrudniony na Uniwersytecie Ekonomicznym we Wrocławiu, w IFP Artificial Intelligence Laboratory w Rueil-Malmaison, oraz w Instytucie Informatyki Stosowanej Politechniki Wrocławskiej. Pracował naukowo jako visiting scholar w Harvard Business School oraz profesor wizytujący (ang. visiting professor) na University of Massachusetts Lowell.

### Działalność opozycyjna
W latach 1984–1989 działał w podziemnej antykomunistycznej organizacji Solidarność Walcząca (SW). Został zaprzysiężony na członka SW przez Kornela Morawieckiego i Hannę Łukowską-Karniej. Za tę konspiracyjną działalność został odznaczony Krzyżem Kawalerskim Orderu Odrodzenia Polski (za wybitne zasługi w działalności na rzecz przemian demokratycznych w Polsce, za osiągnięcia w podejmowanej z pożytkiem dla kraju pracy zawodowej i społecznej) oraz Krzyżem Solidarności Walczącej.

### Działalność popularno-naukowa
Jerzy Surma prowadzi na YouTube kanał popularno-naukowy: „Rozumne życie w cyberprzestrzeni”.

### Inna działalność
Jerzy Surma pracował w T-Systems Polska jako dyrektor Software Development oraz w IMG Polska jako szef zespołu wdrożeń rozwiązań Business Intelligence. Był dyrektorem Narodowego Centrum Kryptologii. Pełnił funkcję członka rady nadzorczej (od 3 czerwca 2008 roku) Grupy Kęty SA oraz Santander Bank Polska (od 10 maja 2012 roku).

## Publikacje naukowe
Jerzy Surma jest autorem lub współautorem kilkudziesięciu prac naukowych. Opublikował następujące książki:
- Business Intelligence. Making Decisions Through Data Analytics, Business Expert Press, New York, 2011[12]
- Cyfryzacja życia w erze Big Data. Człowiek – Biznes – Państwo, Wydawnictwo Naukowe PWN, Warszawa, 2017
- Hakowanie Sztucznej Inteligencji, Warszawa, Wydawnictwo Naukowe PWN, Warszawa, 2022